# Nouvelle décennie, nouvelle approche
L'accord « Nouvelle décennie, nouvelle approche », ou en anglais New Decade, New Approach (NDNA) a été conclu le 9 janvier 2020 pour permettre le rétablissement de l'exécutif d'Irlande du Nord, le gouvernement local de l'Irlande du Nord, après une interruption de trois ans déclenchée par le scandale des incitations à la chaleur renouvelable,,. Il a été négocié par le Secrétaire d'État pour l'Irlande du Nord, Julian Smith, et le Tánaiste (Vice-premier ministre) et Ministre des Affaires étrangères irlandais Simon Coveney,,.
Le 11 janvier 2020, l'exécutif a été reformé avec Arlene Foster, du Parti unioniste démocrate (DUP), comme Première ministre et Michelle O'Neill, du Sinn Féin (SF), comme vice-Première ministre, à la suite de l'accord « Nouvelle Décennie, Nouvelle Approche ». Les cinq partis ont rejoint le gouvernement ; les autres ministres incluent Edwin Poots (DUP) ; Robin Swann (Parti unionist d'Ulster, UUP), Nichola Mallon (Parti social-démocrate et travailliste, SDLP), Gordon Lyons (DUP) et Declan Kearney (SF). La chef du Parti Alliance, Naomi Long, a été nommée ministre de la Justice. Lors de la première session de l'Assemblée législative d'Irlande du Nord, Foster a déclaré qu'il était « temps pour Stormont d'aller de l'avant ».
Dans le cadre de l’accord, de nombreuses propositions avancées par les nationalistes dans le cadre d’une loi sur la langue irlandaise seraient mises en œuvre en modifiant les lois existantes plutôt qu’en introduisant une nouvelle loi autonome. De nombreux autres aspects de la politique ont été inclus dans l’accord.

## Arrière-plan

### Scandale des incitations à l'énergie thermique renouvelable
Le scandale du Renewable Heat Incentive (RHI) concerne le coût d'un programme d'énergie renouvelable lancé par Arlene Foster pendant son mandat de ministre de l'Entreprise, du Commerce et de l'Investissement. Le scandale a été révélé en novembre 2016, alors que Foster était Première ministre d’Irlande du Nord. Foster a refusé de se tenir à l'écart pendant l'enquête, ce qui a finalement conduit à la démission de Martin McGuinness, le vice-Premier ministre, ce qui, en vertu de l'accord de partage du pouvoir en Irlande du Nord, a conduit à la chute de l'exécutif nord-irlandais en janvier 2017.

### Chute de l'exécutif nord-irlandais

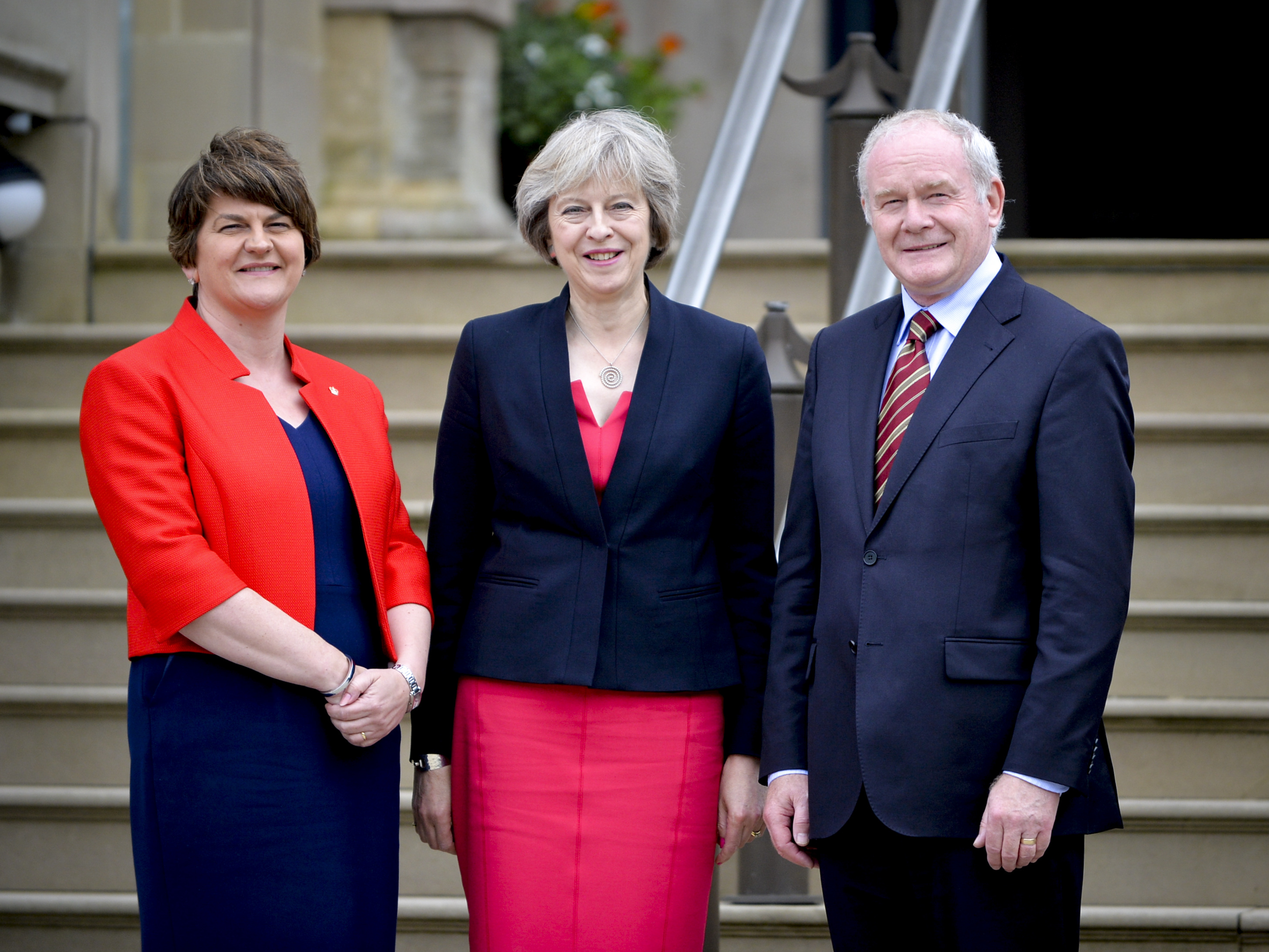
La Première ministre britannique Theresa May rencontre la Première ministre Arlene Foster et le vice-Premier ministre Martin McGuinness en 2016.

À la suite de la chute de l’exécutif nord-irlandais, des élections anticipées ont été organisées. Ces élections furent les premières dans l'histoire de l'Irlande du Nord où les partis unionistes n'obtinrent pas la majorité : cela fut attribué au scandale RHI, au rôle du DUP, le principal parti unioniste, dans le Brexit et aux changements démographiques. En vertu de la loi de 1998 sur l’Irlande du Nord de nouvelles élections doivent être organisées dans les six semaines si aucun exécutif n’est formé. Après les élections, des pourparlers ont été organisés et facilités par les gouvernements britannique et irlandais afin de rétablir l’administration décentralisée en Irlande du Nord. Duran cette période, deux secrétaires d'État pour l'Irlande du Nord se sont succédé : James Brokenshire et Karen Bradley, qui ont tous deux échoué à rétablir l'exécutif. Afin d'éviter de nouvelles élections anticipées, le Parlement britannique a adopté la loi de 2017 sur l'Irlande du Nord (nominations ministérielles et taux régionaux) et la loi de 2018 sur l'Irlande du Nord (formation de l'exécutif et exercice des fonctions), qui prévoyaient de nouvelles prolongations du délai fixé dans la loi de 1998, ainsi que des lois sur des questions décentralisées telles que la fiscalité. À la suite de la loi de 2018, la loi de 2019 sur l'Irlande du Nord (formation de l'exécutif, etc.) a été présentée au Parlement pour prolonger encore le délai. Le secrétaire d’État Julian Smith a finalement rétabli l’exécutif en janvier 2020 dans le cadre de l’accord « Nouvelle décennie, nouvelle approche ».

### Loi sur la langue irlandaise
Le Sinn Féin, le SDLP, le Parti Alliance et le Parti vert soutiennent une loi sur la langue irlandaise à laquelle s'opposent le DUP et le UUP. La loi sur la langue irlandaise (en irlandais : Acht na Gaeilge) est un projet de loi qui donnerait à la langue irlandaise un statut égal à celui de l'anglais dans la région, similaire à celui de la langue galloise au Pays de Galles en vertu de la loi sur la langue galloise de 1993.
Gerry Adams, alors chef du Sinn Féin, a déclaré en août 2017 qu'« il n'y aura pas d'assemblée sans un Acht na Gaeilge ». Selon The Independent en 2019, la loi sur la langue irlandaise est devenue le sujet de désaccord le plus visible dans les discussions sur la remise en fonction de l'Assemblée, et est « presque certainement » nécessaire pour qu'un accord soit conclu pour mettre fin à l'impasse.

## Accord
Le 11 janvier 2020, le Sinn Féin et le DUP ont réintégré le gouvernement décentralisé dans le cadre de l'accord « Nouvelle décennie, nouvelle approche » (en anglais New Decade, New Approach), avec la chef du DUP Arlene Foster nommée Première ministre d'Irlande du Nord et Michelle O'Neill du Sinn Féin nommée vice-Première ministre.

### Langue irlandaise et écossais d'Ulster
Dans le cadre de l’accord, il n’y aura pas de loi autonome sur la langue irlandaise, mais la loi de 1998 sur l’Irlande du Nord sera modifiée et des politiques seront mises en œuvre pour :
- accorder un statut officiel à la langue irlandaise et l'écossais d'Ulster en Irlande du Nord[18];
- créer le poste de Commissaire à la langue irlandaise pour « reconnaître, soutenir, protéger et améliorer le développement de la langue irlandaise en Irlande du Nord » dans le cadre d'un nouveau Bureau de l'identité et de l'expression culturelle (aux côtés d'un Commissaire pour l'écossais d'Ulster et un pour l'anglais d'Ulster)[7];
- introduire des « normes linguistiques », une approche similaire à celle adoptée pour la langue galloise au pays de Galles, bien qu'elles soient soumises au veto du Premier ministre ou du vice-Premier ministre[19];
- abroger l'interdiction de 1737 sur l'utilisation de l'irlandais dans les tribunaux d'Irlande du Nord[7];
- permettre aux membres de l'Assemblée législative d'Irlande du Nord de s'exprimer en irlandais ou en écossais d'Ulster, avec traduction simultanée pour les non-locuteurs[20] ;
- établir une unité centrale de traduction au sein du gouvernement d’Irlande du Nord[20].

L'article 27 de l'accord affirme le droit des Irlandais du Nord à s'identifier comme Irlandais, Britanniques ou les deux. Le règlement de l'Assemblée législative serait modifié pour permettre que les travaux de l'Assemblée et de ses commissions soient menés en irlandais ou en écossais d'Ulster, et un système de traduction simultanée serait mis en place.

## Conséquences
La Première ministre Arlene Foster a démissionné en mai 2021 après que le DUP a annoncé qu'un vote de censure serait organisé contre elle. Elle a été remplacée par l'ancien ministre des Communautés Paul Givan le 17 juin 2021, Michelle O'Neill demeurant vice-Première ministre. Cependant, Givan lui-même a démissionné en février 2022 en signe de protestation en raison de différends avec Westminster concernant le protocole sur l'Irlande du Nord à la suite du Brexit, et des élections anticipées ont été convoquées pour le 7 mai 2022. Aucune législation n’a été adoptée sur le contenu de la loi sur la langue irlandaise avant les élections de 2022.
La loi de 2022 sur l'Irlande du Nord (ministres, élections et pétitions) a été adoptée par le Parlement britannique pour mettre en œuvre certaines parties de l'accord.